# John Riley (peintre)
Pour les articles homonymes, voir John Riley et Riley.
John Riley (ou Ryley ; 1646 - mars 1691) est un portraitiste anglais du XVIIe siècle né à Londres.

## Biographie
C'est l'un des fils de William Ryley, mort en 1667, Lancaster Herald et conservateur des dossiers de la Tour de Londres. Un de ses frères, Thomas Riley, était acteur.
Il a étudié la peinture avec Isaac Fuller (1606-1672), et le portraitiste allemand Gerard Soest qui lui appris un style de portrait remarquable.
Il n'eut pas de grande notoriété jusqu'à la mort de Sir Peter Lely en 1680, mais le portrait qu'il réalisa du courtisan Thomas Chiffinch plut beaucoup à celui-ci, qui le montra au roi. Charles II lui passa quelques commandes et finit par poser pour lui. Il aurait dit devant le résultat : "Est-ce que c'est ressemblant ? Oddsfish ! alors je suis bien laid !". Riley fit aussi le portrait de Jacques II et de Marie de Modène. À l'avènement de Guillaume III et de Marie II, il fut nommé peintre de cour, en même temps que sir Godfrey Kneller.
Riley, qui a beaucoup souffert de goutte, est mort trois ans plus tard en mars 1691, et a été enterré dans l'église Saint-Botolph à Bishopsgate. Son épouse Jokébed y fut également inhumée le 11 janvier 1692.

## Œuvre

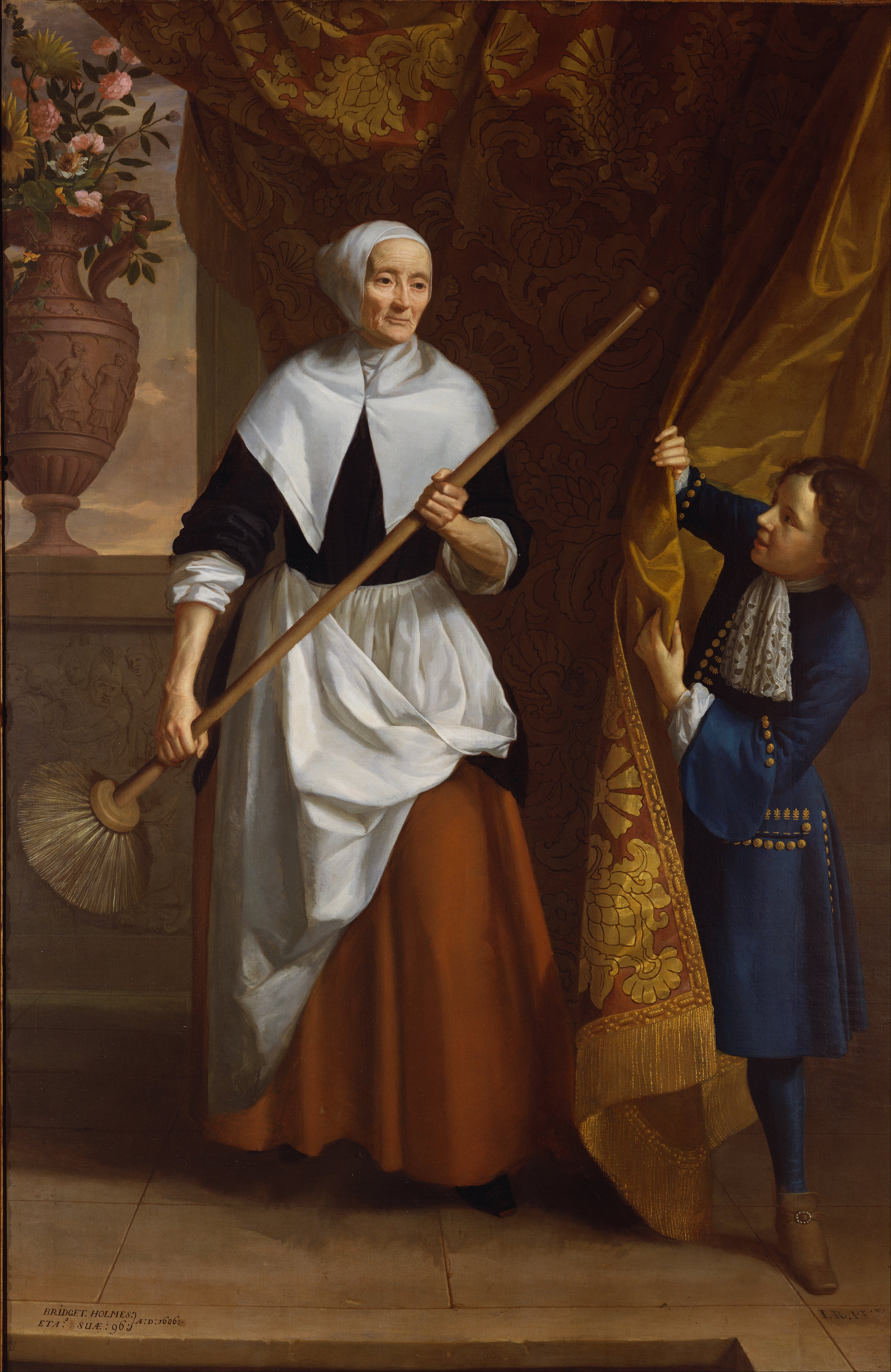
Portrait de Bridget Holmes (1686)
Royal Collection

On disait que Riley était un homme calme et modeste, peu sûr de lui, mais ses portraits sont vrais et réalistes.
Un de ses premiers portraits est celui de William Chiffinch, gardien des bijoux et de la garde-robe du roi de 1666 à 1685 (Dulwich Picture Gallery).
Il a peint des portraits de Charles II et de Jacques II d'Angleterre, et a été peintre de cour de Guillaume III et de Marie II
- Portrait d'Elias Ashmole (vers 1681), huile sur toile, 124 × 101 cm, Ashmolean Museum[3]

On dit souvent que ses œuvres les plus réussies sont trois portraits inhabituels de serviteurs :
- Portrait en pied de Bridget Holmes (1686), Royal Collection. C'était une servante des appartements royaux sous les règnes de Charles Ier, Charles II, Jacques II  et Guillaume III.

Deux autres plus petits portraits de serviteurs :
- Katherine Elliot (également à la Royal Collection)
- A Scullion à la Christ Church Picture Gallery d'Oxford[1].

John Closterman a participé à la réalisation de ses draperies et accessoires et a terminé plusieurs tableaux de Riley après sa mort.
Il a eu comme élève Jonathan Richardson qui a épousé une de ses nièces et fut le maître de Thomas Hudson, lui-même maître de Sir Joshua Reynolds. Il a ainsi transmis une véritable tradition nationale dans l'art du portrait.